# Seznam katastrálních území v okrese Ostrava-město
V této tabulce je uveden kompletní výčet katastrálních území Okresu Ostrava-město, včetně rozlohy a sídel, které na nich leží.
| Název KÚ                    | Sídla                                      | Obec                     | km2   |
| --------------------------- | ------------------------------------------ | ------------------------ | ----- |
| A                           | A                                          | A                        |       |
| Antošovice                  | Antošovice                                 | Ostrava                  | 0,37  |
| Bartovice                   | Bartovice                                  | Ostrava                  | 8,52  |
| Čavisov                     | Čavisov                                    | Čavisov                  | 4,11  |
| Dolní Lhota u Ostravy       | Dolní Lhota                                | Dolní Lhota              | 5,36  |
| Dubina u Ostravy            | Bělský Les, Dubina                         | Ostrava                  | 1,3   |
| Heřmanice                   | Heřmanice                                  | Ostrava                  | 7,09  |
| Horní Datyně                | Horní Datyně                               | Vratimov                 | 3,85  |
| Horní Lhota u Ostravy       | Horní Lhota                                | Horní Lhota              | 4,84  |
| Hošťálkovice                | Hošťálkovice                               | Ostrava                  | 5,3   |
| Hrabová                     | Hrabová                                    | Ostrava                  | 9,21  |
| Hrabůvka                    | Bělský Les, Hrabůvka                       | Ostrava                  | 4,28  |
| Hrušov                      | Hrušov                                     | Ostrava                  | 4,21  |
| Klimkovice                  | Hýlov, Josefovice, Klimkovice, Václavovice | Klimkovice               | 14,63 |
| Koblov                      | Koblov                                     | Ostrava                  | 5,69  |
| Košatka nad Odrou           | Košatka                                    | Stará Ves nad Ondřejnicí | 4,78  |
| Krásné Pole                 | Krásné Pole                                | Ostrava                  | 6,59  |
| Kunčice nad Ostravicí       | Kunčice                                    | Ostrava                  | 7,88  |
| Kunčičky                    | Kunčičky                                   | Ostrava                  | 2,51  |
| Lhotka u Ostravy            | Lhotka                                     | Ostrava                  | 2,14  |
| Mariánské Hory              | Mariánské Hory                             | Ostrava                  | 5,6   |
| Martinov ve Slezsku         | Martinov                                   | Ostrava                  | 4,03  |
| Michálkovice                | Michálkovice                               | Ostrava                  | 2,89  |
| Moravská Ostrava            | Moravská Ostrava                           | Ostrava                  | 7,64  |
| Muglinov                    | Muglinov                                   | Ostrava                  | 2,02  |
| Nová Bělá                   | Nová Bělá                                  | Ostrava                  | 7,17  |
| Nová Plesná                 | Plesná                                     | Ostrava                  | 0,57  |
| Nová Ves u Ostravy          | Nová Ves                                   | Ostrava                  | 3,07  |
| Olbramice                   | Janovice, Olbramice                        | Olbramice                | 5,39  |
| Petřkovice u Ostravy        | Petřkovice                                 | Ostrava                  | 3,9   |
| Polanka nad Odrou           | Polanka nad Odrou                          | Ostrava                  | 17,24 |
| Poruba                      | Poruba                                     | Ostrava                  | 10,03 |
| Poruba-sever                | Poruba                                     | Ostrava                  | 3,15  |
| Proskovice                  | Proskovice                                 | Ostrava                  | 3,43  |
| Přívoz                      | Přívoz                                     | Ostrava                  | 5,61  |
| Pustkovec                   | Pustkovec                                  | Ostrava                  | 1,07  |
| Radvanice                   | Radvanice                                  | Ostrava                  | 8,14  |
| Slezská Ostrava             | Slezská Ostrava                            | Ostrava                  | 11,98 |
| Stará Bělá                  | Stará Bělá                                 | Ostrava                  | 13,93 |
| Stará Plesná                | Plesná                                     | Ostrava                  | 4,27  |
| Stará Ves nad Ondřejnicí    | Stará Ves                                  | Stará Ves nad Ondřejnicí | 14,01 |
| Svinov                      | Svinov                                     | Ostrava                  | 11,63 |
| Šenov u Ostravy             | Šenov                                      | Šenov                    | 16,63 |
| Třebovice ve Slezsku        | Třebovice                                  | Ostrava                  | 2,82  |
| Václavovice u Frýdku-Místku | Václavovice                                | Václavovice              | 5,67  |
| Velká Polom                 | Velká Polom                                | Velká Polom              | 11,66 |
| Vítkovice                   | Vítkovice                                  | Ostrava                  | 5,15  |
| Vratimov                    | Vratimov                                   | Vratimov                 | 10,29 |
| Vřesina u Bílovce           | Vřesina                                    | Vřesina                  | 8,65  |
| Výškovice u Ostravy         | Výškovice                                  | Ostrava                  | 3,29  |
| Zábřeh nad Odrou            | Zábřeh                                     | Ostrava                  | 7,44  |
| Zábřeh-Hulváky              | Hulváky                                    | Ostrava                  | 1,75  |
| Zábřeh-VŽ                   | Vítkovice                                  | Ostrava                  | 1,33  |
| Zbyslavice                  | Zbyslavice                                 | Zbyslavice               | 7,4   |

Celková výměra 331,51 km2